# Anna Chlumsky
Anna Chlumsky (Chicago, 3 december, 1980) is een Amerikaanse actrice. Ze is het meest bekend om haar rol van Vada Sultenfuss in de bioscoopfilm My Girl. Haar ouders zijn Nancy L. Chlumsky en Frank Chlumsky.
Al toen Chlumsky een paar maanden oud was, speelde ze mee met haar moeder in een reclamecampagne. Later zou ze haar eerste figurantenrol hebben in de Uncle Buck (1989). Haar grote doorbraak was de hitfilm My Girl, waarin ze de hoofdrol speelde. Chlumsky verscheen ook in de minder populaire vervolgfilm My Girl 2 en in de televisiefilm Trading Mom. In 1997 speelde ze haar laatste filmrol in the film Miracle in the woods. In 1998 stopte ze helemaal met acteren en begon ze aan haar universitaire studie, waar ze voor slaagde. Tegenwoordig is ze voedselcriticus. In 2004 heeft Chlumsky haar acteercarrière weer opgepakt met enkele theaterrollen en audities.
Chlumsky is ook een van de weinige actrices die kan zeggen dat ze samen met een actieve Amerikaanse president heeft geacteerd, namelijk Bill Clinton.

## Filmografie (selectie)
- Uncle Buck (1989)
- My Girl (1991)
- My Girl 2 (1994)
- Trading Mom (1994)
- Gold Diggers: The Secret of Bear Mountain (1995)
- A Child's Wish (1997)
- Blood Car (2007)
- 12 Men of Christmas (2009)
- The Pill (2011)
- Three Weeks, Three Kids (2011)
- Veep (2012-2017) (tv-serie)
- Bert and Arnie's Guide to Friendship (2013)
- The End of the Tour (2015)
- Inventing Anna (2022)
- They/Them (2022)
- Bride Hard (2025)